# Синтетична теорія еволюції
Синтети́чна тео́рія еволю́ції — комплекс уявлень про еволюційний процес, що виник унаслідок поєднання положень класичного дарвінізму з ученням про мутації та уявленнями про популяцію як елементарну одиницю еволюції. Термін «синтетична теорія» походить від назви книги відомого англійського еволюціоніста Джуліана Гакслі — «Еволюція: сучасний синтез» (1942). Теорія склалася у 1920-х — 1950-х роках завдяки працям різних учених, зокрема київських професорів Олексія Сєверцова та Івана Шмальгаузена.

## Історія

### Передумови
Незабаром після свого виникнення теорія природного добору піддавалася конструктивній критиці з боку її принципових противників, а деякі її елементи — і з боку її прихильників. Більшість контраргументів проти дарвінізму за першу чверть століття його існування зібрав у двотомній монографії «Дарвінізм: Критичне дослідження» російський філософ і публіцист Н. Я. Данилевський. Нобелівський лауреат 1908 І. І. Мечников, погоджуючись з Дарвіном з питання ведучої ролі природного добору, не поділяв дарвінової оцінки важливості перенаселення для еволюції. Сам засновник теорії найбільшого значення надавав контраргументові англійського інженера Ф. Дженкіна, що з легкої руки Дарвіна отримав назву «кошмар Дженкіна».
У підсумку наприкінці XIX — на початку XX століть більшість біологів прийняла концепцію еволюції, але мало хто вважав, що природний добір є головною її рушійною силою. Панівними стали неоламаркізм, теорія ортогенезу і комбінація менделевської генетики з мутаційною теорією Коржинського - Де Фріза. Незважаючи на те, що дискретність спадковості, яку відкрив Мендель, усунула істотні труднощі, пов'язані з «кошмаром Дженкіна», багато генетиків відкидали теорію еволюції Дарвіна.

### Виникнення і розвиток
Синтетична теорія в її нинішньому вигляді виникла в результаті переосмислення ряду положень класичного дарвінізму з позицій генетики початку XX століття. Після перевідкриття законів Менделя (1901 р), доведення дискретної природи спадковості і, особливо, після створення теоретичної популяційної генетики працями Рональда Фішера, Джона Б. С. Холдейна-молодшого і Сьюела Райта, вчення Дарвіна здобуло міцний генетичний фундамент.
Стаття С. С. Четверикова «Про деякі моменти еволюційного процесу з точки зору сучасної генетики» (1926) по суті стала ядром майбутньої синтетичної теорії еволюції і основою для подальшого синтезу дарвінізму і генетики. У цій статті Четвериков показав сумісність принципів генетики з теорією природного добору і заклав основи еволюційної генетики. Головна еволюційна публікація С. С. Четверикова була перекладена англійською мовою в лабораторії Дж. Холдейна, але ніколи не була опублікована за кордоном. У роботах Дж. Холдейна, Н. В. Тимофєєва-Ресовського та Ф. Г. Добржанського ідеї, виражені С. С. Четвериковим, поширилися на Захід, де майже одночасно Р. Фішер висловив дуже подібні погляди про еволюції домінантності. Поштовх до розвитку синтетичної теорії дала гіпотеза про рецесивність нових генів. Якщо говорити мовою генетики другої половини XX століття, ця гіпотеза припускала, що в кожній групі організмів, яка відтворюється під час дозрівання гамет, в результаті помилок при реплікації ДНК постійно виникають мутації — нові варіанти генів.
У розробку синтетичної теорії еволюції зробили внесок Сергій Четвериков, Олексій Сєверцов, Микола Тимофєєв-Ресовський, Микола Вавилов, Іван Шмальгаузен, Георгій Гаузе, Джуліан Гакслі, Джон Холдейн, Рональд Фішер, Феодосій Добжанський, Джордж Сімпсон, Сьюелл Райт.

## Основні положення ранньої теорії
Основні положення синтетичної теорії еволюції:
- головним джерелом спадкової мінливості є мутації
- елементарною одиницею еволюції є популяції, в яких діють усі елементарні фактори еволюції
- еволюційний процес відбувається у формах макроеволюції, видоутворення і мікроеволюції
- рушійною силою еволюції є природний добір, який є наслідком боротьби за існування в різних її формах
- будь-яка систематична група організмів може або процвітати (перебувати у стані біологічного прогресу), або вимирати (стан біологічного регресу). В наш час у стані біологічного прогресу перебувають ссавці, комахи, регресу — голонасінні, плазуни тощо.

Вважають, що еволюційний акт відбувся, коли добір зберіг генне поєднання, нетипове для попередньої історії виду. У підсумку для здійснення еволюції необхідна наявність трьох процесів:
1. мутаційного, що генерує нові варіанти генів з малим фенотипним виявом
2. рекомбінаційного, що створює нові фенотипи особин;
3. селекційного, що визначає відповідність цих фенотипів до даних умов проживання чи виростання.
Всі прихильники синтетичної теорії визнають участь в еволюції трьох перерахованих факторів. Таким чином, синтетичну теорію еволюції можна охарактеризувати як теорію органічної еволюції шляхом природного добору ознак, детермінованих генетично.
Ще в 1931 році С. Райт запропонував концепцію випадкового дрейфу генів, яка говорить про абсолютно випадкове формування генофонду дема як малої вибірки з генофонду всієї популяції. Спочатку дрейф генів виявився тим самим аргументом, якого дуже довго не вистачало для того, щоб пояснити походження неадаптивних відмінностей між таксонами. Тому ідея дрейфу відразу стала близька широкому колу біологів. Дж. Хакслі назвав дрейф «ефектом Райта» і вважав його «найважливішим із недавніх таксономічних відкриттів». Джордж Сімпсон (1948) заснував на дрейфі свою гіпотезу квантової еволюції, згідно з якою популяція не може самостійно вийти із зони тяжіння адаптивного піку. Тому, щоб потрапити в нестійкий проміжний стан, необхідна випадкова, незалежна від відбору генетична подія — дрейф генів.
Екологія популяцій і спільнот увійшла в еволюційну теорію завдяки синтезові закону Гаузе і генетико-географічної моделі видоутворення. Репродуктивна ізоляція була доповнена поняттям екологічної ніші як найважливішого критерію виду. При цьому такий підхід до виду і видоутворення виявився більш загальним, ніж чисто генетичний, оскільки він застосовний і до видів, які не мають статевого процесу. Залучення екології до еволюційного синтезустановило завершальний етап формування теорії. З цього моменту почався період використання СТЕ в практиці систематики, генетики, селекції, який тривав до розвитку молекулярної біології і біохімічної генетики.

## Сучасне формулювання положень
Виникли нові теоретичні розробки, що дозволили ще більше наблизити СТЕ до реально існуючих фактів і явищ, які її первісна версія не могла пояснити. Досягнуті еволюційної біологією на даний момент рубежі відрізняються від представлених раніше постулатів СТЕ:
- Постулат про популяцію як найменшу одиницю еволюції залишається в силі. Однак величезна кількість організмів без статевого процесу залишається за рамками цього визначення популяції, і в цьому бачиться значна неповнота синтетичної теорії еволюції.
- Природний добір є не єдиним рушієм еволюції.
- Еволюція далеко не завжди має дивергентний характер.
- Еволюція не обов'язково відбувається поступово. Не виключено, що в окремих випадках раптовий характер можуть мати і окремі макроеволюційні події.
- Макроеволюція може відбуватися як через мікроеволюцію, так і своїми шляхами.
- Усвідомлюючи недостатність репродуктивного критерію виду, біологи все ще не можуть запропонувати універсального визначення виду як для форм із статевим процесом, так і для організмів, що їм властиве безстатеве розмноження.
- Випадковий характер мутаційної мінливості, який суперечить можливості існування певного каналізування шляхів еволюції, виникає як результат попередньої історії виду. Повинна стати широко відомою і теорія номогенезу або еволюція на основі закономірностей, яку висунув у 1922—1923 рр. Л. С. Берг. Його дочка Р. Л. Берг розглянула проблему випадковості і закономірності в еволюції і прийшла до висновку, що «еволюція відбувається дозволеними шляхами»[3].
- Поряд з монофілією визнається широке поширення парафілії.
- Реальністю є і деякий ступінь передбачуваності, можливість прогнозування загальних напрямів еволюції[4].

Впевнено можна сказати, що розвиток СТЕ триватиме і з появою нових відкриттів в області еволюції.

## Критика теорії

### З боку прихильників неодарвінізму
Синтетична теорія еволюції не викликає сумнівів у більшості біологів: вважається, що процес еволюції в цілому задовільно пояснюється цією теорією. Як приклад одного з критикованих загальних положень синтетичної теорії еволюції можна навести її підхід до пояснення вторинної подібності, тобто близьких морфологічних і функціональних ознак, що не були успадковані, а виникли незалежно у філогенетично далеких гілках еволюції організмів.
Згідно з неодарвінізмом, всі ознаки живих істот повністю визначаються генотипом і характером добору. Тому паралелізм (вторинна схожість споріднених істот) пояснюється тим, що організми успадкували велику кількість однакових генів від свого недавнього предка, а походження конвергентних ознак цілком приписується дії добору. Разом з тим, добре відомо, що риси подібності, які розвиваються у досить віддалених лініях, часто бувають неадаптивними і тому не можуть бути правдоподібно пояснені ані природним добором, ні спільним успадкуванням. Незалежне виникнення однакових генів і їх поєднань, очевидно, виключається, оскільки мутації і рекомбінації — випадкові процеси.
У відповідь на таку критику прихильники синтетичної теорії можуть заперечити, що уявлення С. С. Четверикова і Р. Фішера про повну випадковість мутацій у даний час істотно переглянуті. Мутації випадкові лише щодо середовища проживання, але не щодо існуючої організації генома. Зараз видається цілком природним, що різні ділянки ДНК мають різну стійкість; відповідно, одні мутації будуть виникати частіше, інші — рідше. Крім того, набір нуклеотидів є досить обмеженим. Отже, існує ймовірність незалежної (і до того ж цілком випадкової, безпричинної) появи однакових мутацій (аж до синтезу далекими один від одного видами аналогічних білків, які не могли дістатися їм від спільного предка). Ці та інші чинники зумовлюють значну вторинну повторюваність у структурі ДНК і можуть пояснювати походження неадаптивної подібності з позицій неодарвінізму як випадкового вибору з обмеженого числа можливостей.

### З боку прихильників мутаційної теорії
Інший приклад — критика СТЕ з боку прихильників мутаційної еволюції — пов'язаний із концепцією пунктуалізму, або «переривчастої рівноваги». Пунктуалізм базується на простому палеонтологічному спостереженні: тривалість стазису на кілька порядків перевищує тривалість переходу з одного фенотипного стану в інший. Судячи з наявних даних, це правило загалом справедливе для всієї викопної історії багатоклітинних тварин і має достатню кількість підтверджень. Автори пунктуалізму протиставляють свій погляд градуалізмові — уявленням Дарвіна про поступовість еволюції шляхом дрібних змін — і вважають переривчасту рівновагу достатньою підставою для заперечення всієї синтетичної теорії. Настільки радикальний підхід викликав дискусію навколо концепції переривчастої рівноваги, що триває вже 30 років. Більшість авторів сходиться на тому, що між поняттями «поступова» і «переривчаста» є лише кількісна різниця: тривалий процес постає миттєвим подією, будучи зображений на стисненій часовій шкалі. Тому пунктуалізм і градуалізм слід розглядати як додаткові поняття. Крім того, прихильники синтетичної теорії справедливо зазначають, що переривчаста рівновага не створює для них додаткових труднощів: тривалий стазис можна пояснити дією стабілізуючого добору (під дією стабільних, або незмінних умов існування), а швидку зміну — теорією зміщення рівноваги С. Райта для малих популяцій при різких змінах умов існування або в разі проходження виду або будь-якої його ізольованої частини, популяції, через пляшкове горло.